# Dragoslav Srejović

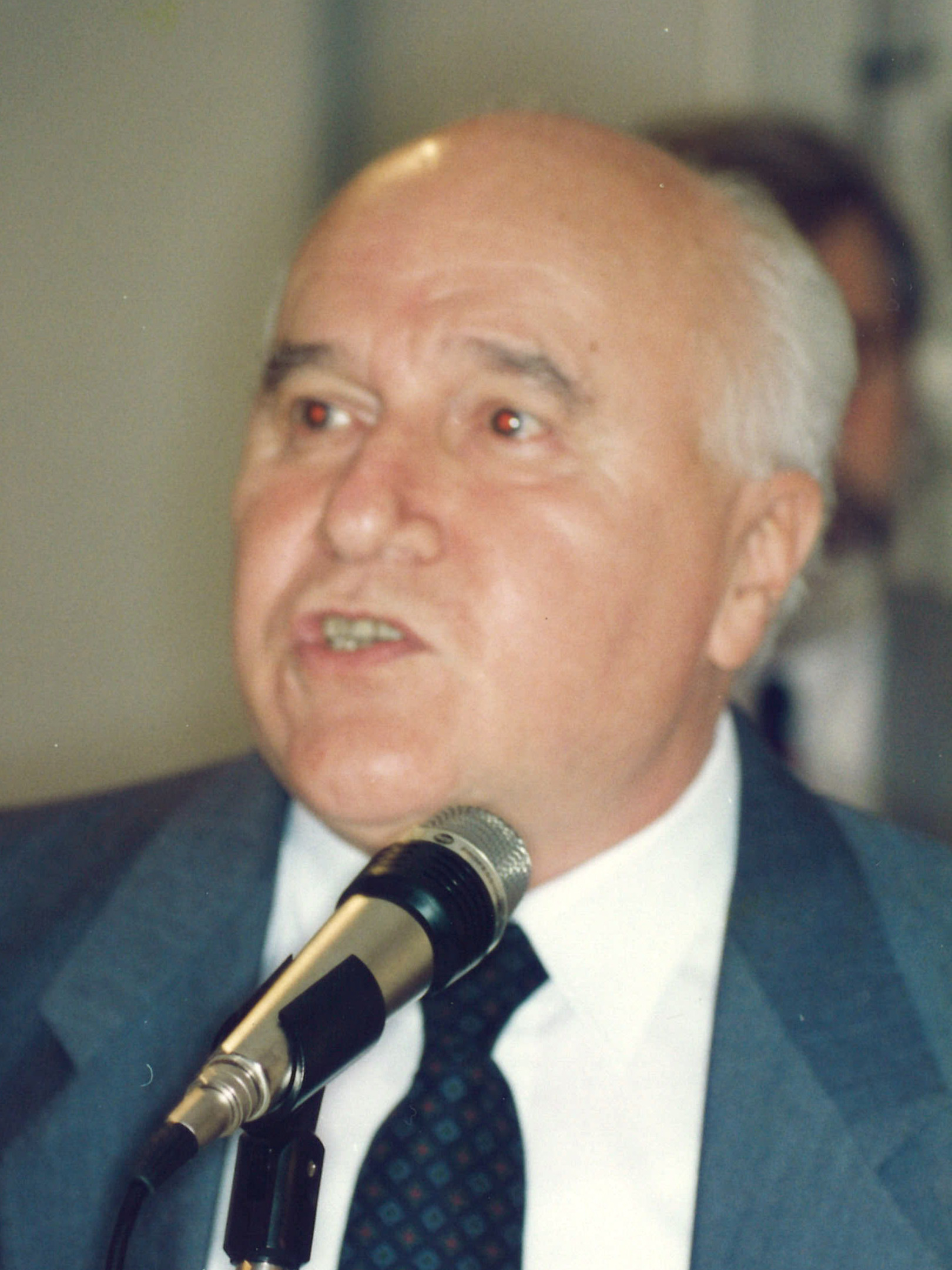
Dragoslav Srejović

Dragoslav Srejović (* 8. Oktober 1931 in Kragujevac; † 29. November 1996) war ein serbisch-jugoslawischer Archäologe.
Er studierte an der Universität Belgrad, wo er 1954 mit einer Dissertation über Neolithische und äneolithische anthropomorphe Statuetten in Jugoslawien (Belgrad 1964) promoviert wurde. Er wurde 1958 Assistent, 1966 Dozent und 1970 Professor für die Vorgeschichte des Balkans, was er bis zu seinem Tod blieb. Srejović beschäftigte sich mit verschiedenen Zweigen der Archäologie und führte viele Ausgrabungen in Serbien und Montenegro durch oder leitete diese als Direktor. Besonders wichtig waren die Ausgrabungen mesolithischer und neolithischer Fundstellen in Lepenski Vir sowie die Grabungen in den römischen Siedlungen Romuliana bei Gamzigrad und Šarkamen. Daneben grub er beispielsweise im frühneolithischen Vlasac. Die Publikationen der Grabungen machten ihn im In- und Ausland bekannt.
Seine Stellung im kulturellen und wissenschaftlichen Leben Serbiens drückte sich in seiner Funktion als Vizepräsident der Serbischen Akademie der Wissenschaften und Künste aus. Zudem war Srejović Mitglied der Jugoslawischen Akademie der Wissenschaften und korrespondierendes Mitglied des Deutschen Archäologischen Instituts. Er verstarb nach schwerer Krankheit.

## Schriften
- Hügelbestattung in der Karpaten-Donau-Balkan-Zone während der äneolithischen Periode. Beograd, Centar za Arheoloska Instrazivanja, Belgrad 1987.
- Lepenski Vir. Nova praistorijska kultura u Podunavlju. SKZ Beograd 1969.
- Europe's First Monumental Sculpture. New Discoveries at Lepenski Vir. London 1972. Dt. Lepenski Vir (Bergisch Gladbach: Lübbe, 1981).
- Rečnik grčke i rimske mitologije. Beograd 1979 (zusammen mit A. Cermanović–Kuzmanović)
- (Hrsg.): Roman Imperial Towns and Palaces in Serbia (= Gallery of the Serbian Academy of Sciences and Arts. Band 73). Serbian Academy of Sciences and Arts, Belgrad 1993.
- Umetnost Lepenskog vira. Beograd 1983 (zusammen mit Lj. Babović)
- Leksikon religija i mitova drevne Evrope. Beograd 1992 (zusammen mit A. Cermanović–Kuzmanović)
- Carski mauzoleji i konsekrativni spomenici u Feliks Romuliani. Beograd 1994 (zusammen mit Č. Vasić)